# Элвис встречает Никсона

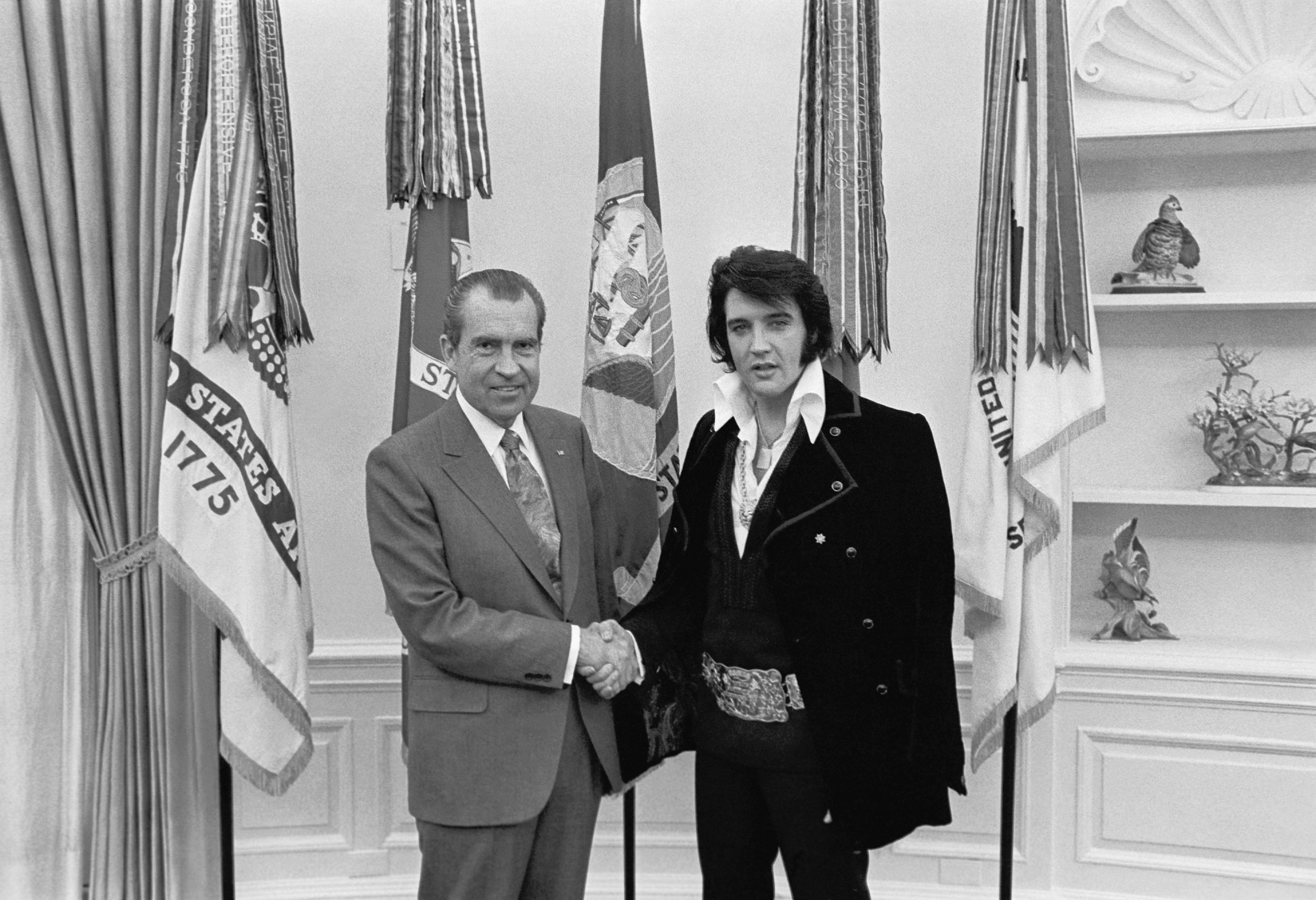
Настоящая фотография Пресли и Никсона, сделанная в Белом доме 21 декабря 1970 года.

«Э́лвис встреча́ет Ни́ксона» (англ. Elvis meets Nixon, 1997) — кинофильм, рассказывающий об обстоятельствах реальной встречи «короля рок-н-ролла» Элвиса Пресли с президентом США Ричардом Никсоном, произошедшей 21 декабря 1970 года в Овальном кабинете Белого дома.

## Сюжет
В ночь перед Рождеством в своём поместье «Грейсленд» в Мемфисе Элвис Пресли, рассорившись со своей женой и тестем, решает полететь в Вашингтон (округ Колумбия) на встречу с директором ФБР, чтобы получить значок Федерального Маршала ФБР по борьбе с наркотиками.
В то же время президент Ричард Никсон очень страдает от падения своей популярности и ищет способы её повысить.

## В ролях
- Рик Питерс — Элвис Пресли
- Боб Гантон — Ричард Никсон

## Ремейк
В 2016 году режиссёром Лизой Джонсон снят ремейк этого фильма «Элвис и Никсон».